# 柒和伊控股
柒和伊控股，也称 7&I控股（日语： Sebun ando ai Hōrudingusu */?，意指「7和I控股」），是日本的大型零售、流通事業控股公司，旗下擁有7-Eleven、伊藤洋華堂、SOGO、西武百货等公司。

## 歷史
柒和伊控股在2005年9月1日設立，作為日本7-Eleven便利商店、伊藤洋華堂超市和Denny's連鎖家庭餐廳的母公司。在2005年11月，柒和伊控股完成收購美國的7-Eleven公司。
2005年12月26日，柒和伊控股宣佈併購Millennium Retailing，該公司為Sogo和西武百貨的母公司。併購完成後，柒和伊控股成為日本最大的流通和零售事業公司。
2006年8月11日，柒和伊控股併購了美國White Hen Pantry連鎖便利商店。
2007年7月，柒和伊控股宣佈要擴展美國7-Eleven的事業版圖，在高達24億美元的計劃中預計新開設1,000間店舖，這使得美國的7-Eleven總店數將超越7,000間，目標是在2010年在美國達到1億美元的營收。
2023年8月31日，出售旗下百貨事業「崇光西武」給美國投資基金峰堡投資集團（Fortress Investment Group）
2025年3月3日，擔任總裁長達九年的井阪隆一，在董事會後確認去職，可能的接任人選為前西友百貨執行官 Mr. Steven Dacus ，他除了即將接任總裁以外，還會成立一個特別委員會，將會針對加拿大便利商店巨頭 Alimentation Couche-Tard 的收購要約，做出後面相應的公司方針。

## 子公司
- Seven銀行
- 7&I餐飲系統
- 伊藤洋華堂
- 7-eleven

## 外部連結
- 7&I控股公司（页面存档备份，存于）

1. ↑  周明阳. . 经济日报. 2024-11-22  [2025-01-06]. （原始内容存档于2025-04-25）.
2. ↑  セブン＆アイHD 井阪社長 退任の方向で最終調整